# Copa Governador do Estado da Bahia 2010
In 2010 werd de tweede editie van de Copa Governador do Estado da Bahia gespeeld voor voetbalclubs uit de Braziliaanse staat Bahia De competitie werd georganiseerd door de FBF en werd gespeeld van 12 september tot 27 november. Vitória da Conquista werd kampioen en mocht daardoor deelnemen aan de Série D 2011. 

## Eerste fase

### Eerste fase

#### Groep 1
| Plaats | Club                 | Wed. | W | G | V | Saldo | Ptn. |
| ------ | -------------------- | ---- | - | - | - | ----- | ---- |
| 1.     | Vitória da Conquista | 8    | 3 | 4 | 1 | 9:5   | 13   |
| 2.     | Vitória B            | 8    | 3 | 2 | 3 | 15:13 | 11   |
| 3.     | Fluminense de Feira  | 8    | 3 | 2 | 3 | 7:6   | 11   |
| 4.     | Camaçari             | 8    | 1 | 3 | 4 | 4:10  | 6    |

|  | Geplaatst voor tweede fase |

#### Groep 2
| Plaats | Club                | Wed. | W | G | V | Saldo | Ptn. |
| ------ | ------------------- | ---- | - | - | - | ----- | ---- |
| 1.     | Atlético Alagoinhas | 8    | 5 | 3 | 0 | 12:3  | 18   |
| 2.     | Bahia de Feira      | 8    | 4 | 3 | 1 | 10:7  | 15   |
| 3.     | Serrano             | 8    | 1 | 4 | 3 | 7:9   | 7    |
| 4.     | Bahia B             | 8    | 1 | 1 | 6 | 5:16  | 4    |

|  | Geplaatst voor tweede fase |

## Tweede fase
In geval van gelijkspel worden er strafschoppen genomen, tussen haakjes weergegeven.
|  | halve finale         | halve finale | halve finale | halve finale |  |                      | finale | finale | finale | finale |
|  |                      |              |              |              |  |                      |        |        |        |        |
|  |                      |              |              |              |  |                      |        |        |        |        |
|  | Vitória da Conquista | 1            | 3            | 4            |  |                      |        |        |        |        |
|  | Vitória B            | 3            | 1            | 4            |  |                      |        |        |        |        |
|  |                      |              |              |              |  | Vitória da Conquista | 1      | 1      | 2      |        |
|  |                      |              |              |              |  | Atlético Alagoinhas  | 0      | 1      | 1      |        |
|  | Atlético Alagoinhas  | 0            | 4            | 4            |  |                      |        |        |        |        |
|  | Bahia de Feira       | 0            | 1            | 1            |  |                      |        |        |        |        |

Details finale
|                   |                      |       |                     |                                                    |
| 21 november 16:00 | Vitória da Conquista | 1 – 0 | Atlético Alagoinhas | Lomantão, Vitória da Conquista Toeschouwers: 1.206 |
| 21 november 16:00 | Lei 34'              |       |                     | Lomantão, Vitória da Conquista Toeschouwers: 1.206 |

|                   |                        |       |                      |                                           |
| 27 november 20:00 | Atlético Alagoinhas    | 1 – 1 | Vitória da Conquista | Carneirão, Alagoinhas Toeschouwers: 4.506 |
| 27 november 20:00 | Cristiano Alagonao 70' |       | 35' Ciel             | Carneirão, Alagoinhas Toeschouwers: 4.506 |

## Kampioen
| Copa Governador do Estado da Bahia de 2010 |
| Vitória da Conquista                       |
| ------------------------------------------ |
| VITÓRIA DA CONQUISTA Kampioen (1° titel)   |